# Nelson Nye
Nelson Nye, ibland Nelson C. Nye, född 28 september 1907 i Chicago, Illinois, död 4 oktober 1997 i Tucson, Arizona, var en amerikansk författare som främst skrev westernromaner. Oftast skrev han under eget namn men även under pseudonymerna Clem Colt och Drake C. Denver.
Nye var 1953 en av grundarna bakom Western Writers of America och var dess förste ordförande 1953-1954. Nye erhöll själv organisationens Spur Award 1959 när Long run utsågs till årets bästa roman.
I Sverige utgavs flera av Nyes böcker av Wennerbergs förlag, Bokförlaget Trots och Albert Bonniers Förlag.

### Som Nelson Nye
- Riders by night 1951 (Ryttare i natten 1960, Silver Star 6)
- Desert of the damned 1953 (De fördömdas öken 1974, Longhorn 60)
- Maverick marshal 1958 (Gillrad fälla 1977, Longhorn 79)
- Long run 1959 (Snabbast av alla? 1964, Silvar Star 43)
- Treasure trail from Tucson 1964 (Silver, krut och bly 1972, Longhorn 48)
- Single action 1967 (Arizona ranger 1968, Dollarserien 22)
- Wolftrap 1969 (Vargfällan 1975, Longhorn 68)
- Trouble at Quinn's Crossing 1971 (Död i lasten 1974, Longhorn 64)

## Som Clem Colt
- Strawberry roan 1953 (Rakt mot faran 1970, Longhorn 24)